# Señales del Dresden
Señales del Dresden es una novela histórica escrita por Martín Pérez Ibarra. Fue publicada el año 2014, ad portas de la conmemoración del centenario del hundimiento del crucero alemán SMS Dresden. Es la primera narración que retrata en forma de texto literario el drama de la persecución de este crucero por la poderosa Armada Británica durante la Gran Guerra. 
La historia se desarrolla desde el punto de vista de un radiotelegrafista alemán que, enamorado del mar, lo ha elegido como destino para sus días. Por medio de este personaje y de un viejo marino de la isla de Mechuque, el narrador da a conocer la importancia del sonido y la música en la vida de los alemanes; también, la relevancia de la recién descubierta comunicación inalámbrica mediante ondas hertzianas, que sería responsable de triunfos y derrotas en la batallas de la Kaiserliche Marine.
Aunque la guerra es la excusa para acercarse al relato y el hilo conductor de esta novela, lo que está en el trasfondo de la trama es el nacionalismo desmesurado y el verdadero lugar que ocupa la patria en el alma de los germanos. Lo anterior deviene de las acciones de Winston Churchill y de Wilhelm II, como también de la relación entre los alemanes del SMS Dresden y los colonos germanos de Puerto Montt y Calbuco. El respeto al kaiser, el honor y el mar como destino se contraponen al deseo de desertar, el miedo a la muerte y la búsqueda del amor en una nueva Deutschland, conformando este cuerpo central.
En una segunda línea de tiempo y con tono más irónico, se expone la situación actual del archipiélago de Chiloé que visitara el SMS Dresden, acusando la problemática de la contaminación de las aguas, lo que también clasifica el texto como una novela con temáticas de medio ambiente. Tanto es así, que el fiordo Quintupeu, unos de los escondites del crucero alemán, pasa a ser un personaje más y que protagonistas como Esprit Tompkins y Paul Huneeus han sido ambientalistas de la vida real (Douglas Tompkins y Pablo Huneeus, respectivamente), a quienes el autor rinde homenaje a través de estas personificaciones. 

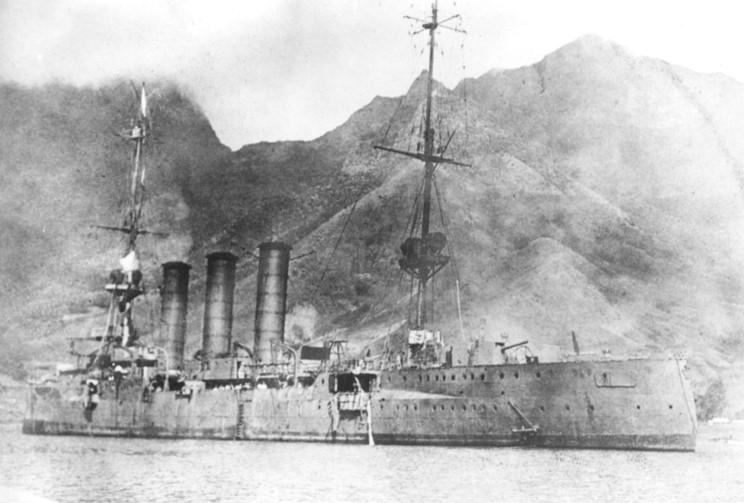
momentos antes de ser hundido en bahía Cumberland.

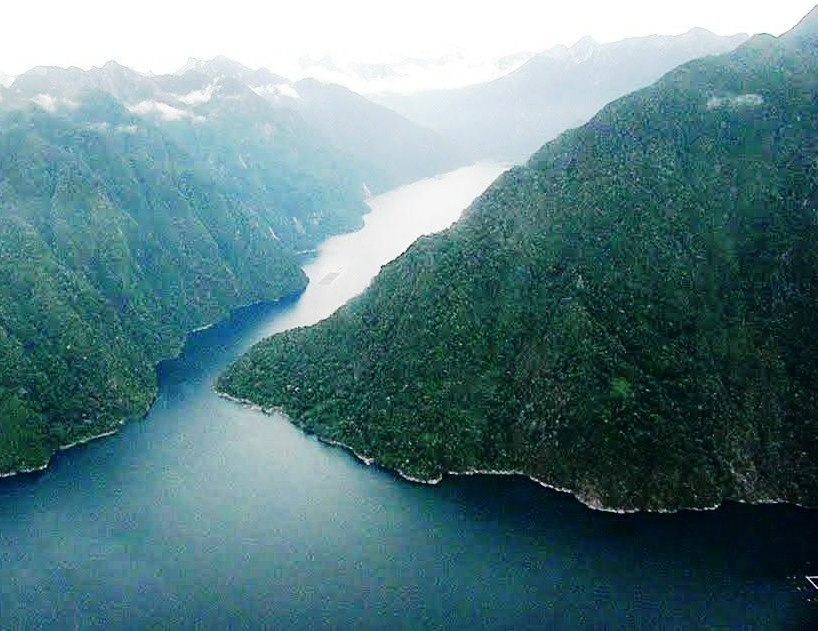
Entrada del fiordo Quintupeu, por donde habría pasado el huyendo de la flota británica.

## Sucesos
El relato se inicia entre 1895 y 1905 con el nacimiento y los primeros años de vida de un niño llamado Max Schmidt en Kiel, a orillas del mar Báltico. Max posee "un mal sin nombre", la incómoda e inusual capacidad del oído para percibir frecuencias altas de diferentes fuentes sonoras, según diagnostica el doctor Koch, facultativo de la Kaiserliche Marine. Años más tarde, ambos participarán en la tragedia del SMS Dresden; Max como cabo radiotelegrafista y el doctor Koch como médico a bordo del crucero alemán. A partir de este introito narrativo, el discurso de Señales del Dresden se despliega en dos secuencias argumentales en contrapunto, amparadas bajo un título común: "El radiotelegrafista alemán". Aunque se distancian por un período de aproximadamente cien años y por las distintas configuraciones y fisonomías de los episodios que las componen, avanzan hacia un desenlace que las aproximará en catástrofes compartidas: el hundimiento del SMS Dresden, ocurrido el 14 de marzo de 1915 y el violento terremoto de Chile de 2010. Entre los méritos que destacan en esta novela sobresale la pericia de su narrador para variar de lenguaje, de tono e incluso de actitud frente a los personajes según sea la fisonomía de las líneas argumentales que alternativamente va presentando a su destinatario. La secuencia del SMS Dresden está narrada desde el punto de vista y la perspectiva del telegrafista Max Schmidt y su discurso avanza lenta y puntillosamente, con especial cuidado en las fechas que marcan el destino de los tripulantes a partir del 13 de diciembre de 1913, cuando el barco es enviado a socorrer a los colonos alemanes de Veracruz y rescatar al Presidente Victoriano Huerta, hasta culminar veintisiete meses más tarde en el holocausto del archipiélago de Chiloé. La sobriedad y la contención emotiva son rasgos del discurso de un narrador que, a pesar de declarar su conocimiento absoluto de la historia y de su futuro desenlace, se limita a la observación minuciosa para permitir que la interioridad de Max y los dramáticos acontecimientos en que participa se manifiesten por sí mismos.

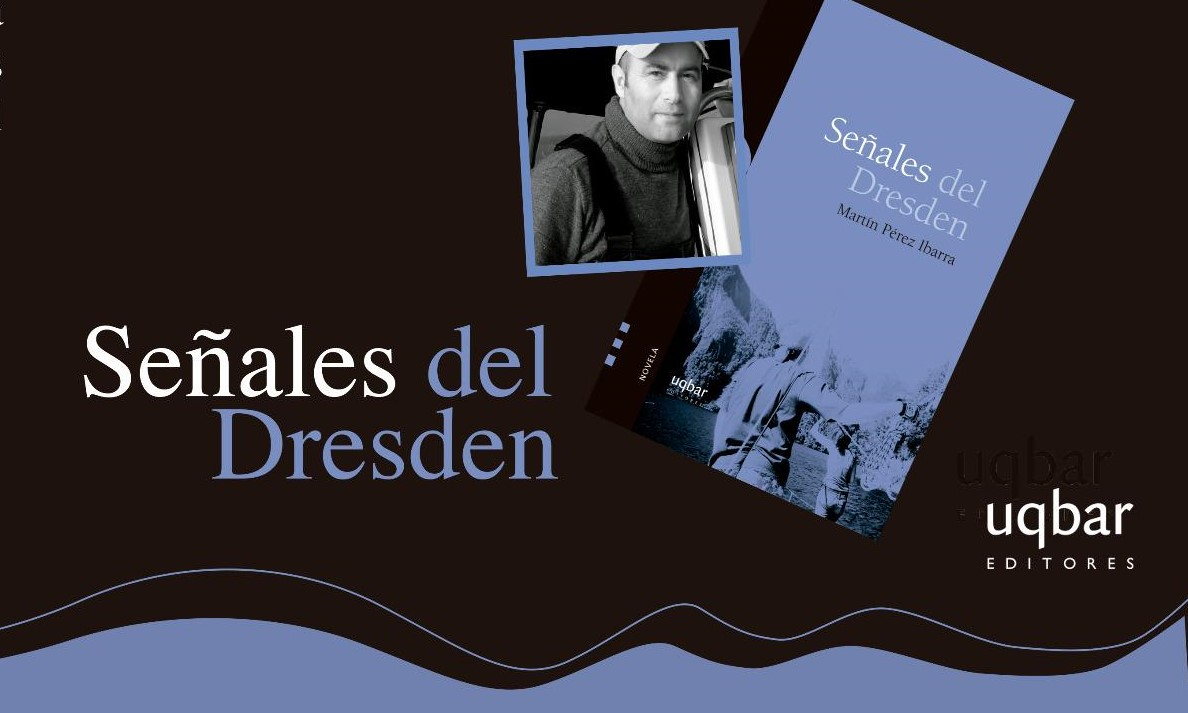
Portada primera edición Señales del Dresden.

La segunda secuencia crea una atmósfera antagónica a la narración de la tragedia del SMS Dresden, aunque también ofrece respuestas a vacíos y equívocos históricos. Un grupo de personajes singulares que incluye al matrimonio del bufonesco detective Heriberto Tapia y de su especialísima esposa, Ramona, que el autor presentó en el relato Tapia , publicado en el 2008, emprende una travesía al fiordo Quintupeu con el propósito de descubrir el tesoro hundido del SMS Dresden. En otro plano, acometen esta misma empresa una pareja de amigos británicos y un padre alemán con sus dos hijos, descendientes del radiotelegrafista Max Schmidt. El cambio en la voz del narrador es notorio: domina ahora su actitud humorística y paródica, aunque también se hace presente la indignada denuncia de la destrucción ecológica y humana que la codicia empresarial ha producido en la Patagonia. La novela asume, pues, la forma de una fuga, tal como el doctor Koch la define a Max: "¿Recuerda usted la fuga, cabo, aquella polifonía con sujeto y respuesta vertebrada por el contrapunto?". Según sus palabras, es la resonancia musical del desarrollo de la existencia humana: "Felicidad y tristeza, relajo y tensión, miedo y valentía, son sensaciones humanas y la vida sería sólo monotonía, una monofonía, si no tuviera contrapuntos".

## Reconocimientos
- Señales del Dresden fue considerado uno de los mejores textos literarios del año 2014 por la crítica literaria chilena.[9][10]
- Antes de su publicación y con el nombre de "El radiotelegrafista alemán", el texto había sido premiado con una Beca de Creación del Consejo Nacional de la Cultura y las Artes (año 2012).